# Kees Mok
Quirinus Ignatius Maria (Kees) Mok (Amsterdam, 30 juli 1925 - Leiden, 12 augustus 2005) was een Nederlands taalkundige, gespecialiseerd in Occitaanse literatuur.
Mok studeerde Frans aan de Gemeentelijke Universiteit van Amsterdam en aan de Sorbonne te Parijs. Vanaf 1955 doceerde hij in Amsterdam, en van 1971 tot 1988 was hij hoogleraar in de romaanse taalkunde aan de Universiteit Leiden.
Mok bracht veel van zijn vrije tijd door in de Languedoc, Périgord en Provence om het levende Occitaans te bestuderen, maar verdiepte zich ook in het middeleeuwse Occitaans, waarover hij in 1977 het standaardwerk Manuel pratique de morphologie d'ancien occitan (Praktische handleiding van de morfologie van het Oudoccitaans) schreef. In 1981 richtte Mok de Association internationale d'études occitanes (AIEO, Internationale organisatie voor onderzoek van het Occitaans) op. Hij was van 1984-1990 secretaris-generaal en van 1990-1993 voorzitter van de AIEO, die bestaat uit meer dan 450 leden uit meer dan 25 landen.
Mok werd in 1978 benoemd tot Ridder in het Legioen van Eer voor zijn verdiensten voor de studie van het Frans in Nederland.